# Linda Azzedine
Linda Azzedine, née en 1983,,, est une taekwondoïste algérienne.

## Carrière
Médaillée d'or des plus de 72 kg aux Jeux africains de 2007 à Alger, Linda Azzedine est médaillée d'argent des plus de 73 kg aux Championnats d'Afrique de taekwondo 2010 à Tripoli. Elle remporte dans cette même catégorie la médaille d'argent aux Jeux africains de 2011 à Maputo puis la médaille de bronze aux Jeux africains de 2015 à Brazzaville et aux Championnats d'Afrique de taekwondo 2016 à Port-Saïd.